# 潍河

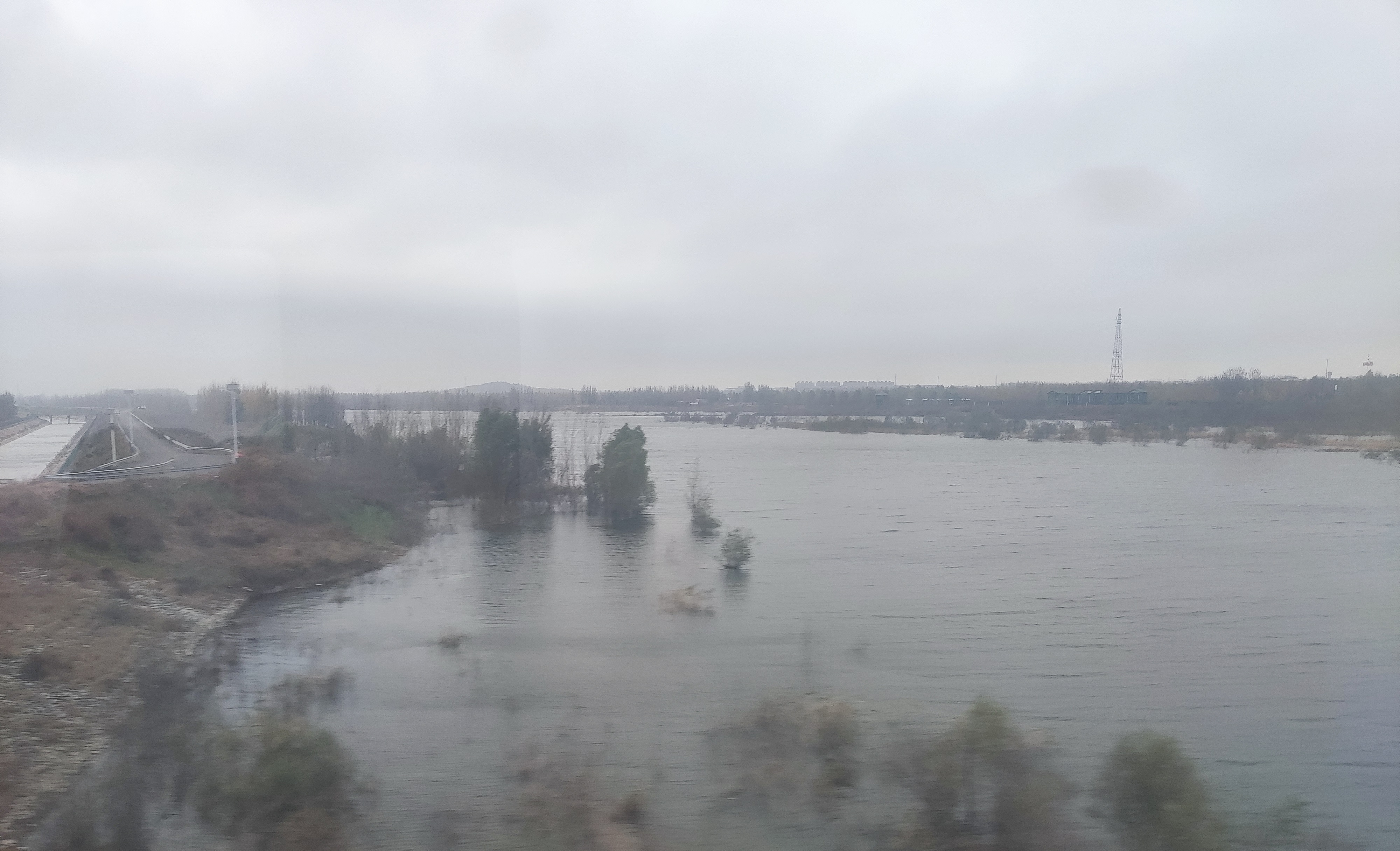
坊子区境内的潍河

潍河，又称潍水，中国山东省潍坊市主要河流之一。潍河发源于沂水县箕山西北麓，流经沂水县、莒县、五莲县、诸城市、高密市、安丘市、坊子区、昌邑市，注入渤海。潍河总长度为246公里，流域面积6493.2平方公里。潍河中游的峡山水库为山东省第一大水库。